# Scott McInnis
Scott McInnis (ur. 9 maja 1953) – amerykański polityk.
W latach 1993–2005 z ramienia Partii Republikańskiej przez sześć dwuletnich kadencji Kongresu Stanów Zjednoczonych reprezentował trzeci okręg wyborczy w stanie Kolorado w Izbie Reprezentantów Stanów Zjednoczonych.